# 서정윤
서정윤(徐正潤, 1957년 ~ 본관은 달성)은 대한민국의 시인이다.
대구에서 출생하였고, 영남대 국문과를 졸업하였다. 1984년 《현대문학》에 시 〈서녘바다〉,〈성(城)〉 등이 추천되어 문단에 등단하였다. 주로 만남·기다림·사랑·아픔 등의 서정성을 바탕으로 절실한 삶의 문제들을 그려내고 있다. 시집 《홀로서기》,《점등인의 별에서》 등과 수필집 《내가 만난 어린왕자》 등이 있다. 2012년, 대구영신중학교에서 국어 교사로 활동 중이었으나, 2013년 11월 12일, 제자를 성추행하여 징계 절차에 들어갔다.